# Comuna Vrublivka, Dzerjînsk
Vrublivka (în ucraineană Врублівська сільська рада) este o comună în raionul Dzerjînsk, regiunea Jîtomîr, Ucraina, formată din satele Korcivka și Vrublivka (reședința).

## Demografie
Componența lingvistică a satului Vrublivka
     Ucraineană (98,26%)
     Alte limbi (1,4%)
Conform recensământului din 2001, majoritatea populației satului Vrublivka era vorbitoare de ucraineană (98,26%), existând în minoritate și vorbitori de alte limbi.